# 後潟駅
後潟駅（うしろがたえき）は、青森県青森市大字六枚橋（ろくまいばし）にある、東日本旅客鉄道（JR東日本）津軽線の駅である。

## 歴史
- 1951年（昭和26年）12月5日：日本国有鉄道の駅として東津軽郡後潟村に開業[2][3]。
- 1958年（昭和33年）10月21日：小口扱を除く貨物の取り扱いを廃止[3]。
- 1968年（昭和43年）7月21日：貨物の取り扱いを完全廃止[3]。
- 1983年（昭和58年）3月10日：交換設備を撤去。荷物の扱いを廃止[4]。駅員無配置駅となり[5]、簡易委託化（農協[6]）。
- 1987年（昭和62年）4月1日：国鉄分割民営化により、東日本旅客鉄道の駅となる[3]。
- 2024年（令和6年）10月1日：えきねっとQチケのサービスを開始[1][7]。

## 駅構造
青森方面に向かって左側にある単式ホーム1面1線（6両編成対応）を持つ地上駅で、横取線を有する。かつては列車交換が可能な状態であり、駅舎に接した方にも線路があった。無人駅である。

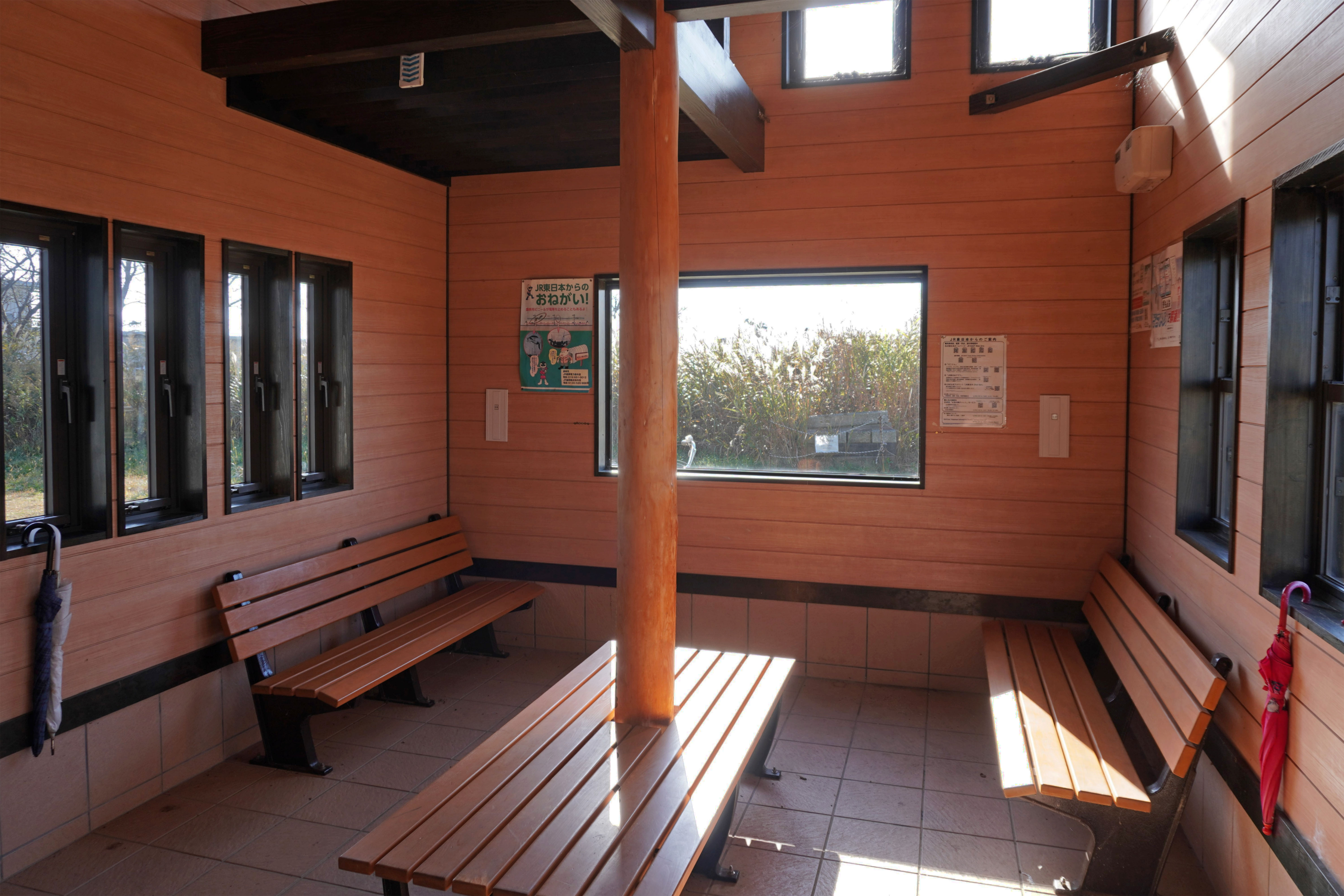
駅舎内（2023年10月）
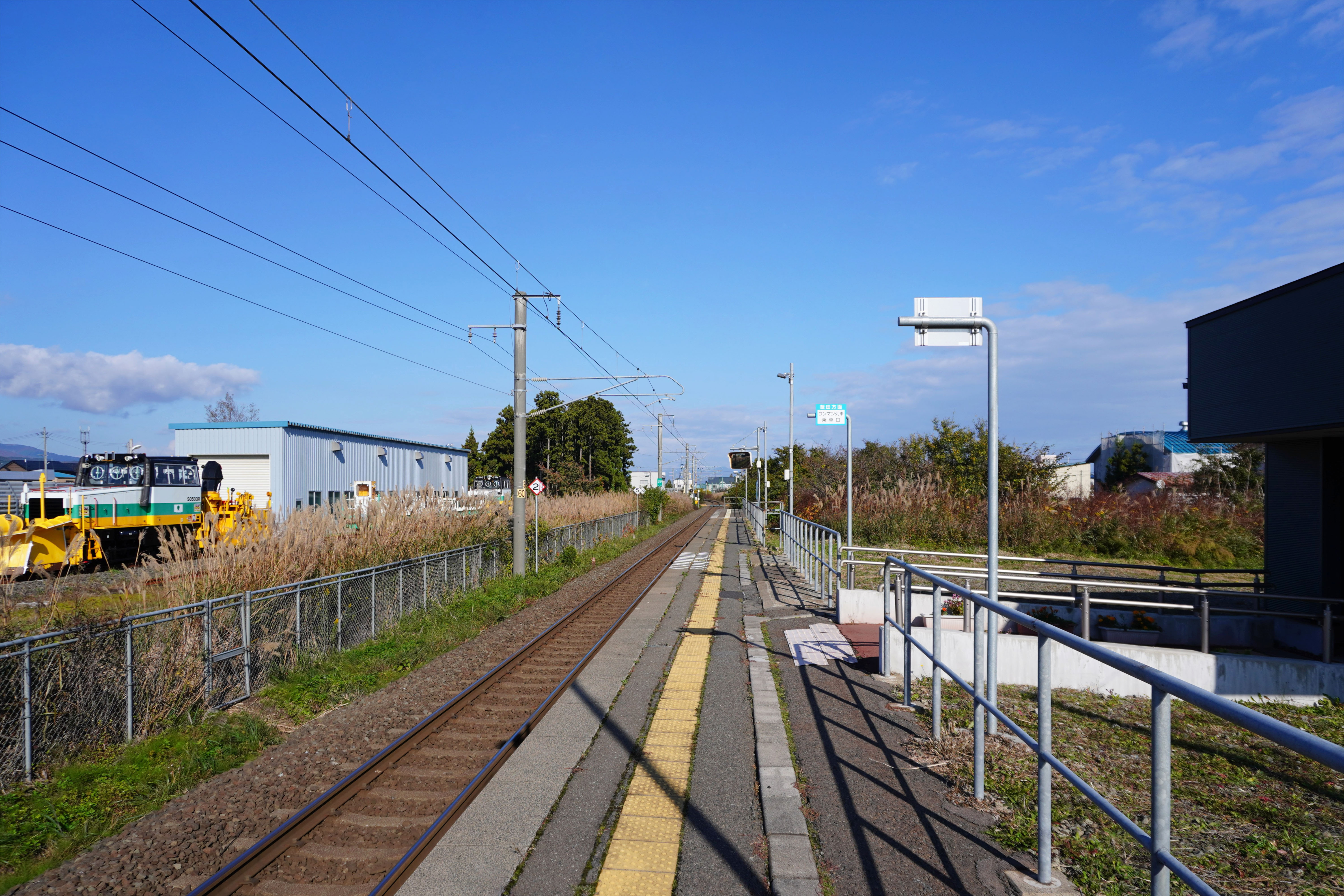
ホーム（2023年10月）

旧駅舎関連
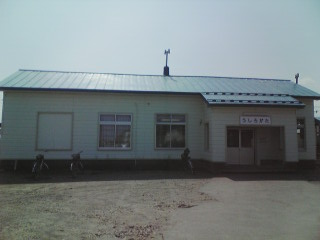
旧駅舎（2007年6月）
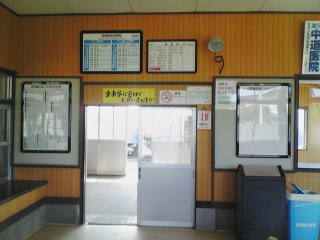
改札口付近（2007年6月）
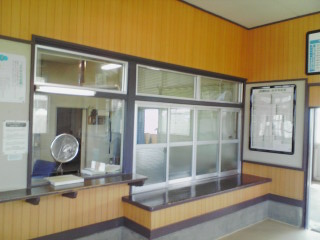
出札口と手荷物取扱所跡（簡易委託駅営業時）（2007年6月）

## 利用状況
JR東日本によると、2000年度（平成12年度）- 2011年度（平成23年度）の1日平均乗車人員の推移は以下のとおりであった。
| 乗車人員推移       | 乗車人員推移     | 乗車人員推移    |
| 年度               | 1日平均 乗車人員 | 出典            |
| ------------------ | ---------------- | --------------- |
| 2000年（平成12年） | 106              | [ 利用客数 1 ]  |
| 2001年（平成13年） | 93               | [ 利用客数 2 ]  |
| 2002年（平成14年） | 77               | [ 利用客数 3 ]  |
| 2003年（平成15年） | 66               | [ 利用客数 4 ]  |
| 2004年（平成16年） | 76               | [ 利用客数 5 ]  |
| 2005年（平成17年） | 74               | [ 利用客数 6 ]  |
| 2006年（平成18年） | 78               | [ 利用客数 7 ]  |
| 2007年（平成19年） | 64               | [ 利用客数 8 ]  |
| 2008年（平成20年） | 63               | [ 利用客数 9 ]  |
| 2009年（平成21年） | 53               | [ 利用客数 10 ] |
| 2010年（平成22年） | 49               | [ 利用客数 11 ] |
| 2011年（平成23年） | 52               | [ 利用客数 12 ] |

## 駅周辺
旧後潟村の中心駅である。
- 後潟保育園
- 国道280号
- 青森農業協同組合後潟支店
- 後潟郵便局
- 青森警察署後潟駐在所
- 青森市役所後潟支所
- 青森市立後潟小学校
- 後潟児童館
- 青森市中央市民センター後潟分館
- 昇龍の松
- 青森市営バス「後潟支所前」停留所
- 青森市営バス「後潟児童館前」停留所

## 隣の駅
東日本旅客鉄道（JR東日本）
■津軽線
左堰駅 - 後潟駅 - 中沢駅

### 記事本文
1. 1 2 3 4  「駅の情報（後潟駅）：JR東日本」東日本旅客鉄道。2024年8月30日時点のオリジナルよりアーカイブ。2024年9月3日閲覧。
2. 1 2 3 4 5 6 7  『週刊 JR全駅・全車両基地』 31号 青森駅・弘前駅・深浦駅ほか、朝日新聞出版〈週刊朝日百科〉、2013年3月17日、22頁。
3. 1 2 3 4 5  石野哲（編）『停車場変遷大事典 国鉄・JR編 Ⅱ』（初版）JTB、1998年10月1日、557頁。ISBN 978-4-533-02980-6。
4. ↑  「日本国有鉄道公示第212号」『官報』16828号、1983年3月9日。
5. ↑  「「通報」●大船渡線矢越駅ほか10駅の駅員無配置について（旅客局）」『鉄道公報』日本国有鉄道総裁室文書課、1983年3月9日、2面。
6. ↑  『国鉄全線各駅停車3 奥羽・羽越400駅』（小学館、1984年）103ページ。
7. ↑  「Suicaエリア外もチケットレスで! 東北エリアから「えきねっとQチケ」がはじまります (PDF)」（プレスリリース）、東日本旅客鉄道、2024年7月11日。2024年7月11日時点のオリジナル (PDF)よりアーカイブ。2024年8月21日閲覧。
8. ↑  「JR東日本：駅構内図・バリアフリー情報（後潟駅）」東日本旅客鉄道。2024年9月5日閲覧。
9. ↑  小学館『国鉄全線各駅停車・3 奥羽・羽越400駅』（1984年2月）p.103

### 利用状況
1. ↑  「JR東日本：各駅の乗車人員（2000年度）」東日本旅客鉄道。2025年6月26日閲覧。
2. ↑  「JR東日本：各駅の乗車人員（2001年度）」東日本旅客鉄道。2025年6月26日閲覧。
3. ↑  「JR東日本：各駅の乗車人員（2002年度）」東日本旅客鉄道。2025年6月26日閲覧。
4. ↑  「JR東日本：各駅の乗車人員（2003年度）」東日本旅客鉄道。2025年6月26日閲覧。
5. ↑  「JR東日本：各駅の乗車人員（2004年度）」東日本旅客鉄道。2025年6月26日閲覧。
6. ↑  「JR東日本：各駅の乗車人員（2005年度）」東日本旅客鉄道。2025年6月26日閲覧。
7. ↑  「JR東日本：各駅の乗車人員（2006年度）」東日本旅客鉄道。2025年6月26日閲覧。
8. ↑  「JR東日本：各駅の乗車人員（2007年度）」東日本旅客鉄道。2025年6月26日閲覧。
9. ↑  「JR東日本：各駅の乗車人員（2008年度）」東日本旅客鉄道。2025年6月26日閲覧。
10. ↑  「JR東日本：各駅の乗車人員（2009年度）」東日本旅客鉄道。2025年6月26日閲覧。
11. ↑  「JR東日本：各駅の乗車人員（2010年度）」東日本旅客鉄道。2025年6月26日閲覧。
12. ↑  「JR東日本：各駅の乗車人員（2011年度）」東日本旅客鉄道。2025年6月26日閲覧。